# Jean Croisset
Jean Croisset (1656-1738) fue un clérigo y escritor francés, de la Compañía de Jesús. Mantuvo una estrecha relación con Santa Margarita María de Alacoque. Su obra más difundida es una exposición del calendario romano general, que incluye un extenso santoral con anécdotas hagiográficas, denominado El año cristiano (L'année chrétienne : contenant les messes des dimanches, fetes & feries de toute Pannée en latín et en François, avec L'explication des epitres & des evangiles, & un abregé de la vie de Saints don on fait l'office, desde 1712), traducida al español por el Padre Isla (Año cristiano o Exercicios devotos para todos los días del año, desde 1753). Otras de sus obras, todas de género devocional, son Libro de las ilusiones del corazón (o Ilusiones espirituales) y Paralelo de las costumbres de este siglo y la moral de Jesucristo.